# Bletia antillana
Bletia antillana là một loài thực vật có hoa trong họ Lan. Loài này được M.A.Diaz & Sosa mô tả khoa học đầu tiên năm 1997.